# Felix Müller (Mathematiker)
Hermann Felix Müller (* 27. April 1843 in Berlin; † 31. März 1928 in Dresden-Loschwitz) war ein deutscher Mathematiker und Mathematikhistoriker.

## Leben
Müller promovierte 1867 in Berlin bei Karl Weierstraß und Ernst Eduard Kummer mit der Arbeit De transformatione functionis ellipticaris. 1868 trat er ins Schellbachsche mathematisch-pädagogische Seminar ein und wurde 1869 Hilfslehrer am Friedrich-Wilhelm-Gymnasium und an einer Realschule in Berlin und 1870 ordentlicher Lehrer. Schließlich wurde er 1882 Oberlehrer und 1887 Professor am Luisengymnasium in Berlin. Er wurde 1897 emeritiert und lebte dann als Privatmann in Oberloschwitz und auf dem Weißen Hirsch bei Dresden. Um 1900 lebte er kurz in Berlin-Steglitz.
1869 gründete er gemeinsam mit Carl Ohrtmann nach dem Vorbild der Fortschritte der Physik das Jahrbuch über die Fortschritte der Mathematik, dessen Redaktion er bis 1906 angehörte.
Als Mathematikhistoriker beschäftigte er sich vor allem mit der Geschichte der mathematischen Terminologie und mit bibliographischen Arbeiten.
Ab 1889 war er Mitglied der Leopoldina.

## Werke
- Carl Heinrich Schellbach. Gedächtnisrede gehalten in der Aula des Königlichen Friedrich-Wilhelms-Gymnasiums am 29.10.1892. Reimer, Berlin 1893. 35 S.
- Führer durch die mathematische Literatur. Mit besonderer Berücksichtigung der historisch wichtigen Schriften. Teubner, Leipzig 1909. (Kraus Reprint, 1979)
- Historisch-etymologische Studien über mathematische Terminologie, 1887
- Zur Terminologie der ältesten mathematischen Schriften in deutscher Sprache, Abhandlungen Geschichte Mathematik Bd. 9, 1899, S. 301–333.
- Das Jahrbuch über die Fortschritte der Mathematik 1869-1904, Bibliotheca Mathematica. 3. Folge, Bd. 5 (1904), S. 292–297 (Erw. digitale Ausgabe. Univ. Heidelberg, 2013)
- Karl Schellbach. Rückblick auf sein wissenschaftliches Leben, Abhandlungen zur Geschichte der mathematischen Wissenschaften mit Einschluss ihrer Anwendungen., Band 20 (1905), Nr. 1. S. 3–40. Digitalisat Univ. Heidelberg
- Gedenktagebuch für Mathematiker.  3. Auflage, Teubner, Leipzig 1912 (mit einem Bildnis von Müller aus dem Teubner Archiv) Review von Ernest W. Ponzer